# Phaeosphaeria triglochinicola
Phaeosphaeria triglochinicola är en svampart som först beskrevs av Curr., och fick sitt nu gällande namn av Leuchtm. 1984. Phaeosphaeria triglochinicola ingår i släktet Phaeosphaeria och familjen Phaeosphaeriaceae.   Inga underarter finns listade i Catalogue of Life.